# MaK 800 D
Die MaK 800 D ist eine bei der Maschinenbau Kiel, kurz MaK, ab 1953 gebaute Diesellokomotive. Zu diesem Zeitpunkt war sie die leistungsstärkste Maschine des als MaK-Stangenlokomotiven bekannt gewordenen Typenprogramms. Mit der MaK 800 D wurden auch erstmals größere Exporterfolge erzielt: Es gingen 46 Lokomotiven mit technischen Anpassungen als Baureihe T21 nach Schweden zur SJ und 6 Lokomotiven des Baujahres 1955 an die Türkische Staatsbahn (TCDD), die dort als Baureihe DH 44100 mit den Nummern DH 44101 bis DH 44106 bezeichnet wurden. Nach Übersee wurden 25 Lokomotiven an die Kubanische Staatsbahn (FCC) verkauft. Einer dieser 25 Lokomotiven wurde 1956 nach Kanada (Nova Scotia) geliefert, welche dort von der Canadian National unter der Nummer 1000 betrieben wurde. Nach Testfahrten bei CN und der Canadian Pacific wurde die Lok zurück nach Deutschland geschickt. Weitere Loks waren bei diversen deutschen Privatbahnen im Einsatz.
Eine Maschine kam 1954 nach Irland zur Great Northern Railway (GNR), wo sie die Nummer 800 erhielt und ab 1958 als K801 bei der Córas Iompair Éireann (CIÉ) eingesetzt wurde. Sie wurde von Mak auf eigene Kosten für Tests bei der Ulster Transport Authority (UTA) und der GNR geliefert und dann von letzterer erworben. Weitere Käufe dieser Lokomotiven wurden aber von der nordirischen Regierung unterbunden. Die Lok wurde zunächst im Rangierdienst in Belfast eingesetzt, die CIÉ stationierte sie vornehmlich in Cork. 1967 wurde sie außer Dienst gestellt. 1974 kam sie nochmals kurz als Verschublok in Drogheda zum Einsatz und wurde anschließend als stationärer Generator an einen Schrotthändler in Galway verkauft. Vermutlich 1999 wurde sie endgültig zerlegt.

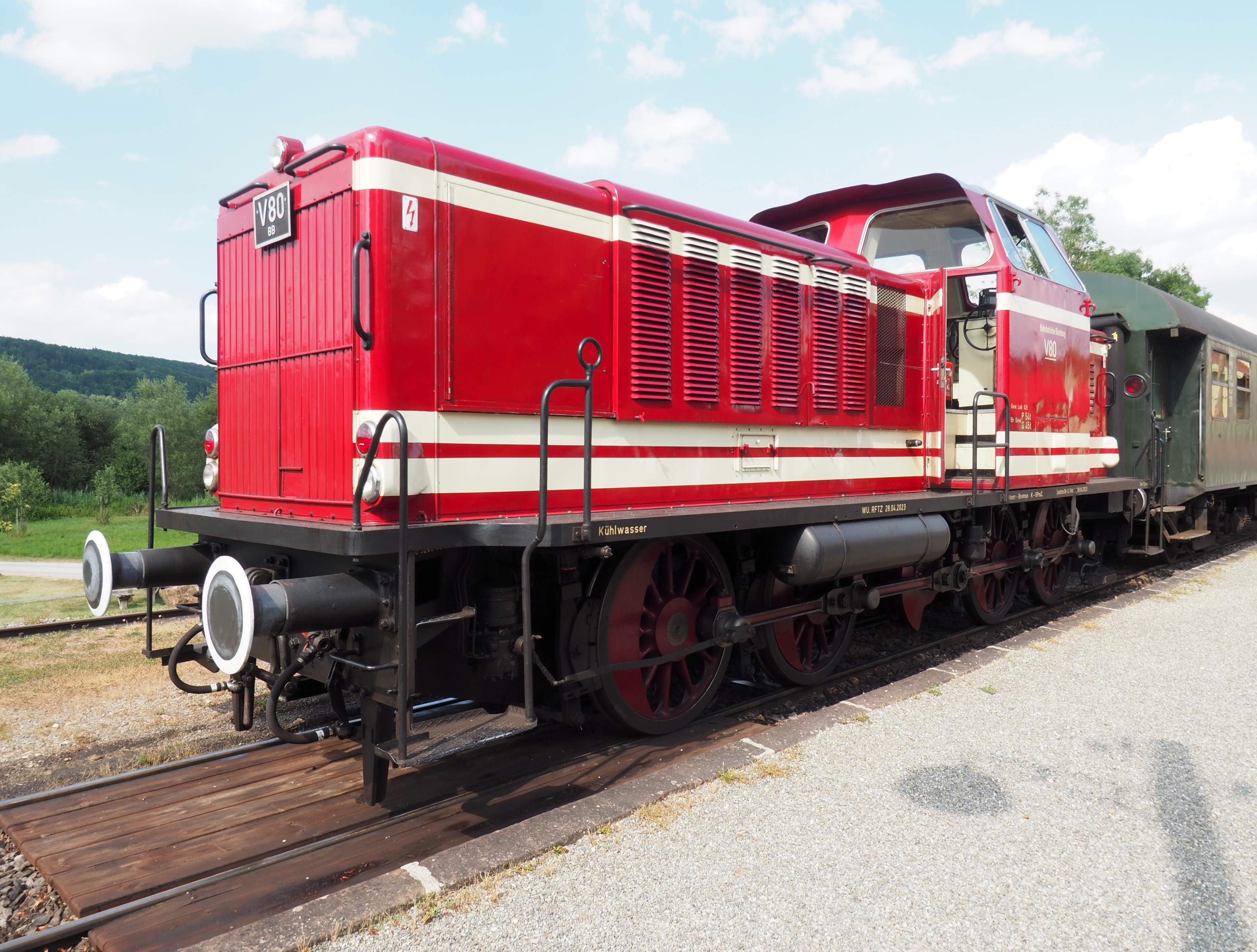
Dieselbe Lok, 2025 auf der Wutachtalbahn

Eine betriebsfähige, ursprünglich an die Osthannoversche Eisenbahn (OHE) gelieferte MaK 800 D gehörte zur Sammlung des Süddeutschen Eisenbahnmuseums Heilbronn und ist seit 2023 bei der Wutachtalbahn.